# Euretaster insignis
Euretaster insignis är en sjöstjärneart som först beskrevs av Percy Sladen 1882.  Euretaster insignis ingår i släktet Euretaster och familjen knubbsjöstjärnor. Inga underarter finns listade i Catalogue of Life.